# 장님상어속
장님상어속(Brachaelurus)은 수염상어목에 속하는 상어 속의 하나이다. 장님상어과(Brachaeluridae)의 유일속으로 2종으로 이루어져 있다. 오스트레일리아 동부 연안의 수심 110m 이내의 얕은 바다에서 발견된다.

## 특징
장님상어는 긴 수염과 큰 숨구멍, 콧구멍 주위의 홈의 존재 등으로 구별된다. 등에 서로 가깝에 위치라는 2개의 등지느러미를 갖고 있으며 꼬리는 비교적 짧다. 작은 물고기와 갑오징어, 말미잘, 갑각류 등을 먹는다.

## 하위 종
- B. colcloughi Ogilby, 1908
- 장님상어 (B. waddi) Bloch & J. G. Schneider, 1801